# Giorgi Merebashvili
Giorgi Merebashvili (geo. გიორგი მერებაშვილი; Tbilisi, 15 agosto 1986) è un calciatore georgiano, centrocampista del Spójnia Landek.

## Palmarès

### Club

#### Competizioni nazionali
- Campionato georgiano: 3

Dinamo Tbilisi: 2007-2008, 2012-2013, 2013-2014
- Coppa di Georgia: 3

Dinamo Tbilisi: 2008-2009, 2012-2013, 2013-2014
- Supercoppa di Georgia: 2

Dinamo Tbilisi: 2008, 2014